# خالد حسين
خالد حسين (بالنرويجية: Khalid Hussain)‏ (1969)؛ كاتب سيناريو، منتج أفلام، مخرج أفلام وروائي نرويجي من أصول باكستانية.

## روابط خارجية
- خالد حسين على موقع IMDb (الإنجليزية)